# Messier 69
Messier 69 sau M69 este un roi stelar globular.